# Mester utca
A Mester utca Budapest IX. kerületében található, a Könyves Kálmán körutat köti össze a Ferenc körúttal.

## Fekvése
Határai: Ferenc körút 11., Illatos út 8. A Könyves Kálmán körúttól délre eső, Illatos útig tartó részét Külső Mester utcának is szokás nevezni.

## Történelem

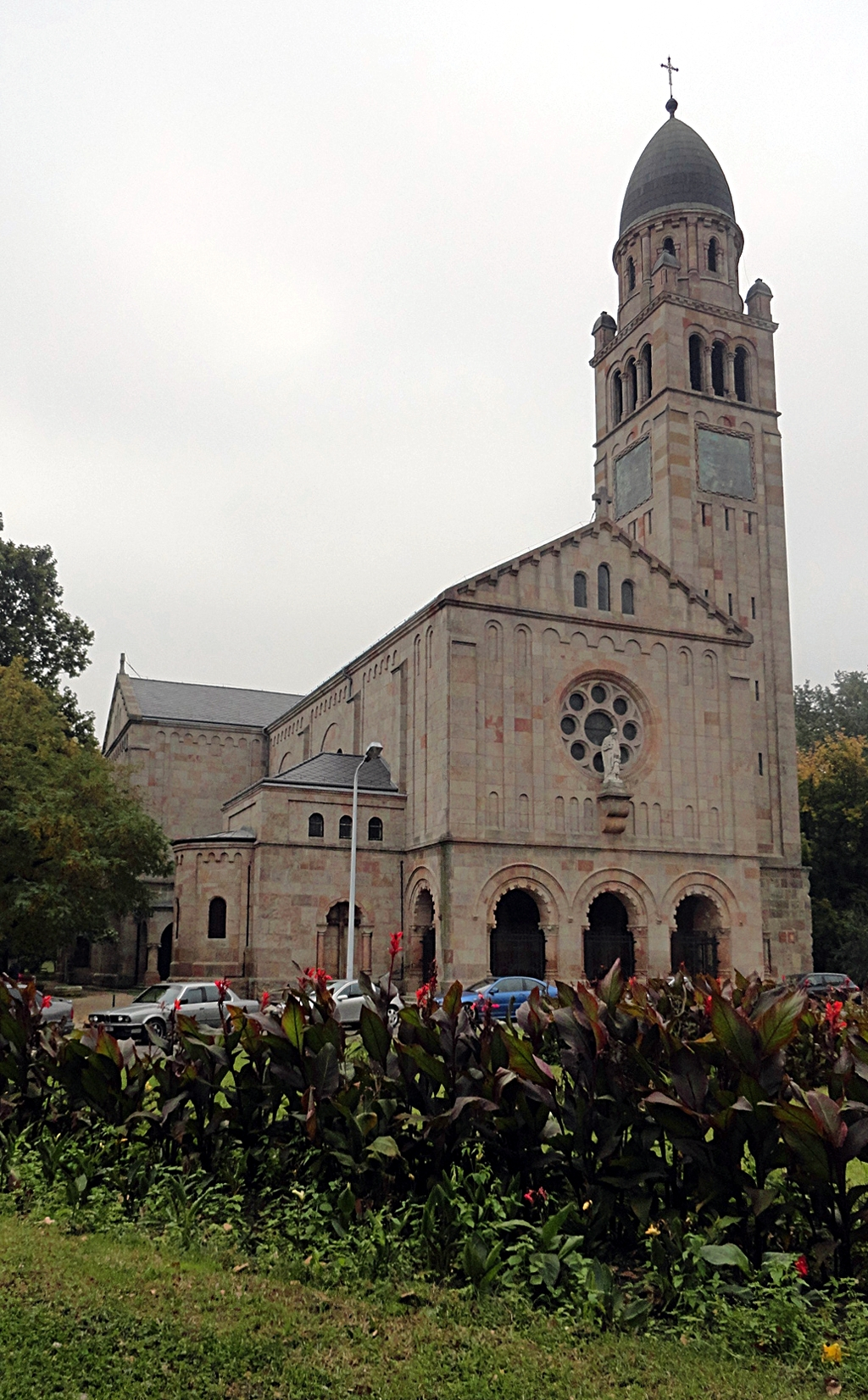
A Mester- és Haller utcák kereszteződésénél álló Páli Szent Vince-plébániatemplom. A Ferenc körúttól nézve egy tengelyen van a Mester utcával

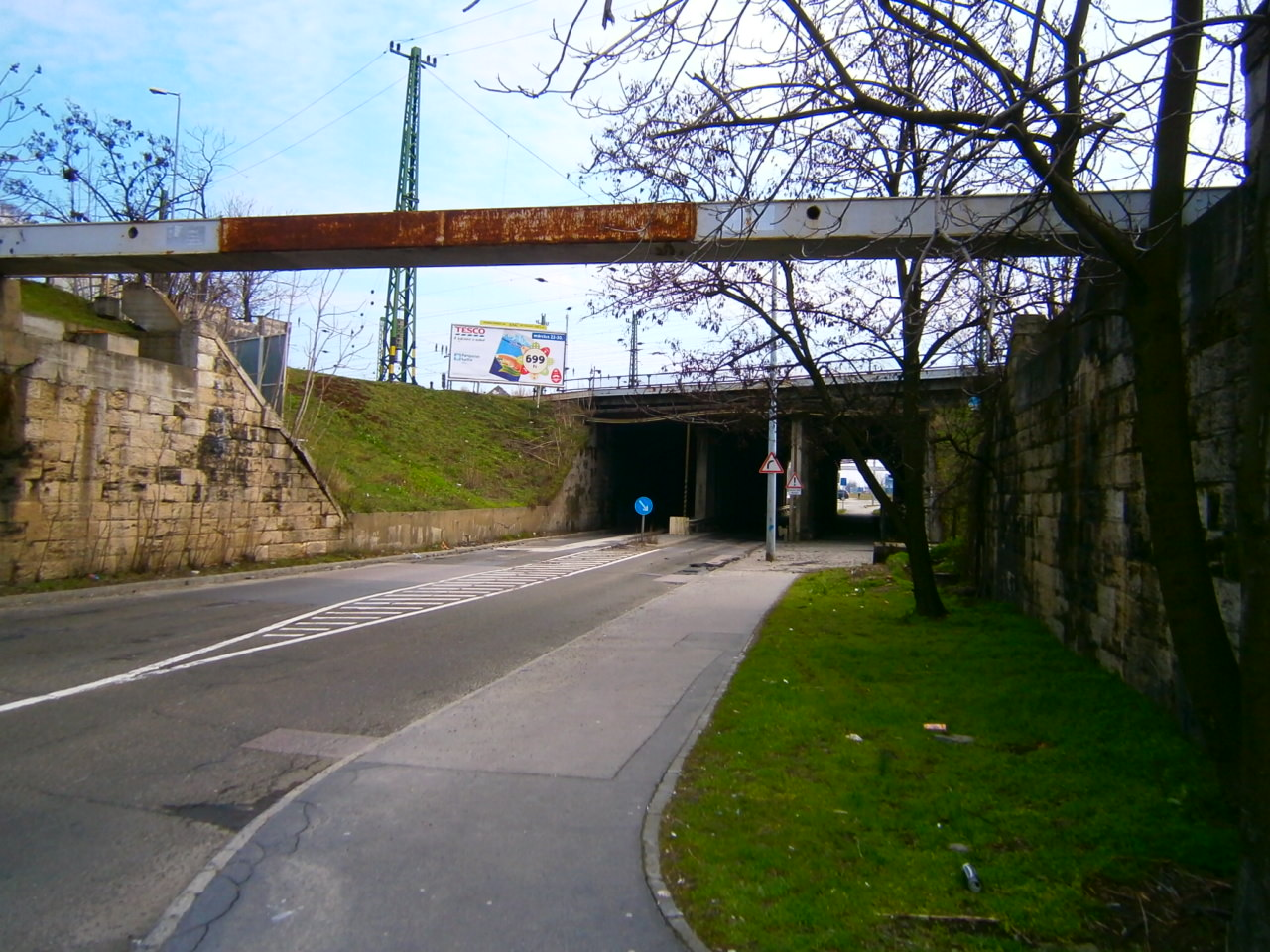
A 23-es és a 30-as villamosok 1911-1993 között állt hidjának megmaradt hídfői a Külső Mester utca és a Könyves Kálmán körút sarkán, a Lurdy házzal szemben. (A két járat a Déli körvasút északi oldalán, a Markusovszky lejtőn keresztűl ereszkedett le a Mester utcából a Gubacsi útra. A Külső Mester utca helyét a Közvágóhídra vezető iparvágányok foglalták el.)

Pest 18. században kialakult külvárosának ez a része a 19. század második felében indult fejlődésnek a malmok, vágóhidak, vásárcsarnokok hatására. A Mester utca és a Soroksári út között állt a 19. század végén a Sütők és molnárok, a Concordia-malom, a Gizella-malom, a Heidrich és Strausz gőzmalom, a Hungária árpagyöngygyár, a Közvágóhíd és Marhavásár, a Húskonzervgyár.
Korábbi nevei: 1824-től Gottesackergasse (Temetőkert utca), 1840-es évek végétől Friedhofgasse (Temető utca), 1874-ben kapta mai nevét, amely utal az utca hajdani ipari jellegére. Az 5. számú házban működik a Ferencvárosi Pincetárlat.
A Könyves Kálmán körút és a Koppány utca közötti szakasz 1995-ben, a hajdani Sertésközvágóhíd és a Ferencváros vasútállomás nyugati rendezője közötti sávban, azaz a Koppány utca az Illatos út között az ezredfordulót követően épült ki.

## Nevezetességek
- Páli Szent Vince-plébániatemplom, Budapest, Haller u. 19-21, 1097 (Mester utca – Haller utca sarkán)
- Molnár Ferenc Kéttannyelvű Általános Iskola, Budapest, Mester u. 19, 1095
- Fáy András Gimnázium, Budapest, Mester u. 60-62, 1095
- Szent István Közgazdasági Szakgimnázium és Kollégium, Budapest, Mester u. 56-58, 1095
- Teleki Blanka Közgazdasági Szakközépiskola, Budapest, Mester u. 23, 1095
- József Attila Általános Iskola és Alapfokú Művészeti Iskola, Budapest, Mester u. 67, 1095
- Budapesti Marhaközvágóhíd, nagyrészt elbontva
- Budapesti Sertésközvágóhíd, nagyrészt elbontva (a Külső Mester utca Duna felőli oldalán)
- Ferencváros vasútállomás rendezőpályaudvari része (a Külső Mester utca oldalán hosszan terül el)

## Külső hivatkozások
- A Wikimédia Commons tartalmaz Mester utca témájú kategóriát.